# Proces logistyczny
Proces logistyczny – jest to uporządkowany łańcuch operacji związany z przepływem materiałów.
Efektem procesu logistycznego jest usługa logistyczna. Usługa logistyczna jest to z kolei przetransportowanie lub magazynowanie produktu logistycznego w jakości, ilości i w czasie zgodnym z oczekiwaniami klientów. 